# Інгігерда
Інгігерд або Інгігерда (давньоскан. Ingigerðr, Ingigærðr) — скандинавське жіноче ім'я, що походить від теоніма Ing у поєднанні з елементом garðr «огородження, захист». Коротка форма — Інгер (Inger). У фінській мові Ingegerd відповідає Inkeri.
Ім'я Інгігерд (Ingegerd, рідше у варіанті Ingegärd) було найпопулярніше в сучасній Швеції протягом 1920-1930-х років, але це ім'я залишається широко вживаною і сьогодні. Ім'я також зустрічається в Данії та Норвегії (також у варіанті Ingegjerd та Ingjerd), але набагато рідше, ніж у Швеції. За даними відповідних статистичних відомств, станом на 2012 рік у Швеції було 7792 особи, яких звали Інгегерд, у порівнянні зі 127 у Норвегії та 76 у Данії. У Фінляндії, етнічне шведське населення якої становить близько 0,34 мільйона, станом на травень 2013 року було 2594 людини, яких звали Інгегерд, оскільки у Швеції це пік серед поколінь жінок, які народилися між 1920 і 1940 роками, шість разів давали ім'я дівчатам, народженим у трирічний період 2010—2012).

## Відомі особи з ім'ям Інгегерд
- Інгігерда Шведська (1001—1050)
- Інгігерда Кнудсдоттір Данська (пов. 1100)
- Інгігерда Біргерсдоттір Б'єльбська (ет. 1200), шведська королева-консорт
- Інгегерд Кнутсдоттер (1356—1412)
- Інгегард, шведська принцеса (померла 1204), донька короля Швеції Сверкера I, абатиса
- Інгегерд Норвезька, шведська королева, дружина 1096